# Country Chacras de la Villa-Country San Isidro
Country Chacras de la Villa - Country San Isidro es una localidad censal definida por el INDEC en 2001, ubicada en el departamento Colón de la Provincia de Córdoba, Argentina. Se encuentra entre las rutas provinciales E53 y E57, 5 kilómetros al este del centro de Villa Allende (de la cual depende administrativamente) y 20 kilómetros al norte del centro de la Ciudad de Córdoba. Están prácticamente conurbadas con el Gran Córdoba.
La componen 2 barrios cerrados: Chacras de la Villa y San Isidro, ambas comunicadas con las Rutas E53 y E57 por la Avenida Padre Luchese; existe un proyecto vial para ordenar el tránsito sobre dicha avenida y el acceso a ambas urbanizaciones.
Chacras de la Villa se encuentra al Norte de dicha avenida, a 1 km de la E53. Entre sus servicios se cuentan teléfono, red eléctrica y alumbrado público con tendido subterráneo, más red de agua corriente y riego. En 2009 residían unas 50 familias del total de 551 lotes, la baja ocupación puede haberse visto influenciada por problemas jurídicos que tuvo la empresa encargada de administrar el barrio.
Country San Isidro se encuentra al sur de la Avenida Luchese, estando su acceso a la misma altura que Chacras de la Villa pero su urbanización se extiende hacia el oeste. Cuenta en total con 856 lotes que incluyen plaza, área de recreación, futuro centro comercial, escuela, electricidad y alumbrado con tendido subterráneo y una laguna.

## Población
La conurbación cuenta con 2,178 habitantes (Indec, 2010), lo que representa un marcado incremento del 978% frente a los 202 habitantes (Indec, 2001) del censo anterior.